# امپارهی ایست
امپارهی ایست (به لاتین: Amparihy Est) یک سکونتگاه مسکونی در ماداگاسکار است که در آتسیمو-آتسینانانا واقع شده‌است.

## خصوصیات
امپارهی ایست ۱۴٬۰۰۰ نفر جمعیت دارد و ۱٬۱۶۷ متر بالاتر از سطح دریا واقع شده‌است.